# Pop ('N Sync)
Pop è un singolo della boy band statunitense NSYNC, pubblicato il 15 maggio 2000 come primo estratto dal loro quinto album Celebrity. Il brano è stato scritto da Wade Robson e Justin Timberlake e prodotto da Brian Transeau. Tema del brano sono le continue critiche che venivano mosse nei confronti delle boy band ed al loro genere musicale (appunto la musica pop).

## Tracce
CD Singolo
1. Pop (Album Version) – 3:57
2. Pop (Instrumental) – 3:21

### Remix ufficiali
- Pop [Album version] 3:58
- Pop [Deep dish cha-ching remix radio edit] 4:15
- Pop [Deep dish cha-ching remix] 11:50
- Pop [Instrumental Album version] 3:18
- Pop [Pablo La Rosa's funktified mix] 5:39
- Pop [Radio version] 2:58
- Pop [Terminalhead vocal remix] 5:23
- Pop [Video version] 3:57

## Classifiche
| Classifica (2001) | Posizione massima |
| ----------------- | ----------------- |
| Australia         | 10                |
| Austria           | 49                |
| Belgio (Fiandre)  | 39                |
| Belgio (Vallonia) | 64                |
| Germania          | 30                |
| Irlanda           | 21                |
| Italia            | 34                |
| Norvegia          | 7                 |
| Nuova Zelanda     | 19                |
| Paesi Bassi       | 32                |
| Regno Unito       | 9                 |
| Spagna            | 11                |
| Stati Uniti       | 19                |
| Svezia            | 19                |
| Svizzera          | 40                |